# Prix littéraires 1965
Liste des prix littéraires décernés au cours de l'année 1965 :

## Prix internationaux
- Prix Nobel de littérature : Mikhaïl Cholokhov (URSS)[1]
- Grand prix de littérature du Conseil nordique : William Heinesen (Îles Féroé) pour Det gode Håb
- Grand prix littéraire d'Afrique noire : Ex aequo : Bernard Dadié (Côte d'Ivoire) pour Patron de New-York et Seydou Badian Kouyaté (Mali) pour Les dirigeants africains face à leurs peuples.
- Prix littéraire des Caraïbes : Jean Price Mars (Haïti) pour l'ensemble de son œuvre
- Prix des Mascareignes : Jean Albany (France) pour Miel vert

## Allemagne
- Prix Georg-Büchner : Günter Grass

## Belgique
- Prix Victor-Rossel : Jacques Henrard pour L'Écluse de novembre

## Canada
- Grand prix du livre de Montréal : Réal Benoît pour Quelqu'un pour m'écouter
- Prix du Gouverneur général :
  - Catégorie « Romans et nouvelles de langue anglaise » : non décerné
  - Catégorie « Romans et nouvelles de langue française » : Gérard Bessette pour L'Incubation
  - Catégorie « Poésie ou théâtre de langue anglaise » : Al Purdy pour The Cariboo Horses
  - Catégorie « Poésie ou théâtre de langue française » : Gilles Vigneault pour Quand les bateaux s'en vont
  - Catégorie « Études et essais de langue anglaise » : James Eayrs pour 'In Defence of Canada
  - Catégorie « Études et essais de langue française » : Georges-André Vachon pour Le Temps et l'espace dans l'œuvre de Paul Claudel
- Prix Jean-Hamelin : Suzanne Paradis pour Pour les enfants des morts et Claude Jasmin pour Ethel et le terroriste

## Chili
- Prix national de Littérature : Pablo de Rokha (1894-1968)

## Corée du Sud
- Prix Dong-in : Kim Seungok pour Séoul, hiver 1964
- Prix de littérature contemporaine (Hyundae Munhak) :
  - Catégorie « Poésie » : Park Seong-ryong pour 東洋畵集」외
  - Catégorie « Roman » : Lee Munhui pour 墨麥

## Espagne
- Prix Nadal : E. Cabalero Calderón, pour El buen salvaje
- Prix Planeta : Rodrigo Rubio, pour Equipaje de amor para la tierra
- Prix national de Narration : Ignacio Agustí (es), pour 19 de julio
- Prix national de poésie : Alfonso Canales (es), pour Aminadab
- Prix Adonáis de Poésie : Joaquín Caro Romero (es), pour El tiempo en el espejo.

## États-Unis
- National Book Award : 
  - Catégorie « Fiction » : Saul Bellow pour Herzog
  - Catégorie « Essais - Arts et Lettres » : Eleanor Clark pour The Oysters of Locmariaquer
  - Catégorie « Essais - Histoire et Biographie » : Louis Fischer pour The Life of Lenin
  - Catégorie « Essais - Science, Philosophie et Religion » : Norbert Wiener pour God & Golem, Inc.
  - Catégorie « Poésie » : Theodore Roethke pour The Far Field
- Prix Hugo :
  - Prix Hugo du meilleur roman : Le Vagabond (The Wanderer) par Fritz Leiber
  - Prix Hugo de la meilleure nouvelle courte : Pour quelle guerre (Soldier, Ask Not) par Gordon R. Dickson
- Prix Nebula :
  - Prix Nebula du meilleur roman : Dune (Dune) par Frank Herbert
  - Prix Nebula du meilleur roman court : Le Façonneur (He Who Shapes) par Roger Zelazny et L'Arbre à salive (The Saliva Tree) par Brian W. Aldiss (ex æquo)
  - Prix Nebula de la meilleure nouvelle longue : Les Portes de son visage, les lampes de sa bouche (The Doors of His Face, the Lamps of His Mouth) par Roger Zelazny
  - Prix Nebula de la meilleure nouvelle courte : « Repens-toi, Arlequin » dit Monsieur Tic-Tac ("Repent, Harlequin!" Said the Ticktockman) par Harlan Ellison
- Prix Pulitzer :
  - Catégorie « Fiction » : Shirley Ann Grau pour The Keepers of the House (Les Gardiens de la maison)
  - Catégorie « Biographie et Autobiographie » : Ernest Samuels pour Henry Adams
  - Catégorie « Essai » : Howard Mumford Jones pour O Strange New World
  - Catégorie « Histoire » : Irwin Unger pour The Greenback Era
  - Catégorie « Poésie » : John Berryman pour 77 Dream Songs
  - Catégorie « Théâtre » : Frank D. Gilroy pour The Subject Was Roses

## Finlande
- Prix Aleksis-Kivi : Eila Pennanen
- Prix Kalevi-Jäntti : Pentti Fabritius pour Sammalen alta
- Prix Eino-Leino : Hagar Olsson
- Prix national de littérature : Tito Colliander pour Bevarat,  Paavo Haavikko pour Lasi Claudius Civiliksen salaliittolaisten pöydällä, Eeva-Liisa Manner pour Niin vaihtuivat vuoden ajat, Pertti Nieminen pour Silmissä maailman maisemat
- Prix littéraire de la ville de Tampere : Mirkka Rekola pour Ilo ja epäsymmetria,
- Prix Tollander : Lars Huldén
- Prix Rudolf-Koivu : Yrjö Könni pour Kalpeiden vuorten tarinoita de Aila Nissinen
- Prix Topelius : Kaarina Helakisa pour Satukirja
- Prix Mikael-Agricola : Pentti Saarikoski
- Médaille Anni-Swan : non décerné
- Prix d'écriture Juhana-Heikki-Erkko : Markku Into
- Prix Juhana-Heikki-Erkko : Matti Rossi pour Näytelmän henkilöt et Pekka Suhonen pour Kootut runot

## France
- Prix Goncourt : Jacques Borel pour L'Adoration (Gallimard)
- Prix Médicis : René-Victor Pilhes pour La Rhubarbe (Seuil)
- Prix Renaudot : Georges Perec pour Les Choses (Julliard)
- Prix Interallié : Alain Bosquet pour La Confession mexicaine (Grasset)
- Grand prix du roman de l'Académie française : Jean Husson pour Le Cheval d'Herbeleau (Seuil)
- Prix des libraires : Jacques Peuchmaurd pour Le Soleil de Palicorna (Robert Laffont)
- Prix des Deux Magots : Fernand Pouillon pour Les Pierres sauvages (Seuil)
- Prix du Quai des Orfèvres : Paul Drieux pour Archives interdites
- Prix du Roman populiste : Jean Hougron pour Histoire de Georges Guersant

## Italie
- Prix Strega : Paolo Volponi, La macchina mondiale (Garzanti)
- Prix Bagutta : Biagio Marin (it), Il non tempo del mare, (Mondadori)
- Prix Campiello : Mario Pomilio, La compromissione
- Prix Napoli : non décerné
- Prix Viareggio : Goffredo Parise, Il Padrone

## Monaco
- Prix Prince-Pierre-de-Monaco : Françoise Mallet-Joris

## Royaume-Uni
- Prix James Tait Black :
  - Fiction : Muriel Spark pour The Mandelbaum Gate (La Porte Mandelbaum)
  - Biographie : Mary Moorman pour William Wordsworth: The Later Years 1803-1850
- Prix WH Smith : Leonard Woolf pour Beginning Again
- Prix John-Llewellyn-Rhys : The White Father de Julian Mitchell (en)
- Médaille Carnegie : Philip Turner (en) pour The Grange at High Force
- Prix Rose-Mary-Crawshay : Madeline House pour The Letters of Charles Dickens
- Prix Somerset-Maugham : Peter Everett pour Negatives

## Suisse
- Grand prix C.F. Ramuz : Marcel Raymond